# ウェストサクラメント
ウェストサクラメント（West Sacramento）は、アメリカ合衆国カリフォルニア州のヨロ郡にある都市。人口は5万3915人（2020年）。州都サクラメントの西に隣接している。境界をサクラメント川が流れる。

## 概要
古くは野菜畑や牧場が広がる農業地域だったが、第二次世界大戦後はサクラメント港の拡張計画に組み込まれ工業地区として開発された。1987年に法人化した。太平洋から100キロメートル以上内陸に位置しているがサンフランシスコ湾やサクラメント川を経由して大型船が入港できる。

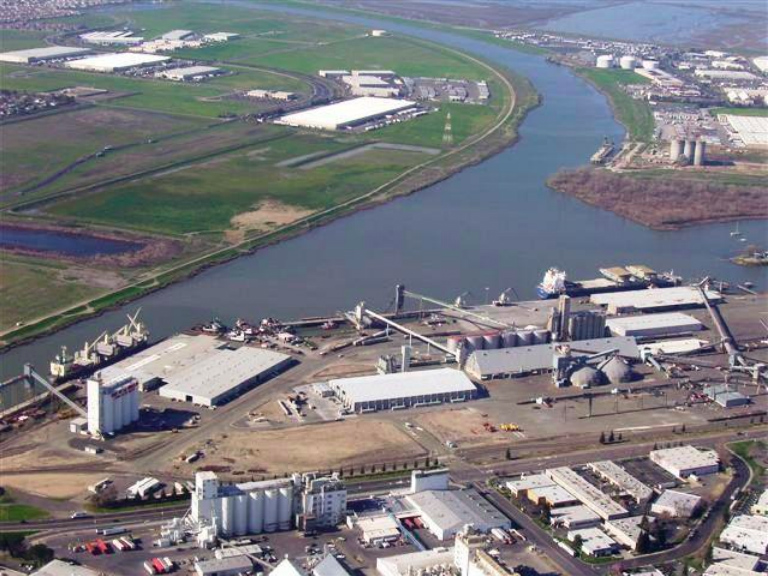
ウェストサクラメント港

## スポーツ
サター・ヘルス・パークはメジャーリーグの試合が開催される野球場である。2028年までオークランド・アスレチックスが使用する予定である。

## 関係者
- スティーブ・サックス：野球選手